# Лівицький Андрій Миколайович
Андрі́й Микола́йович Ліви́цький (31 березня (12 квітня) 1879, хутір Красний Кут поблизу с. Ліпляве, Золотоніський повіт, Полтавська губернія, Російська імперія — 17 січня 1954, Карлсруе, Баден-Вюртемберг, ФРН) — український громадсько-політичний діяч. Президент УНР в екзилі (1926—1954).
Відповідно до українського законодавства може бути зарахований до борців за незалежність України у ХХ сторіччі.

## Життєпис
Народився Андрій Лівицький 12 квітня (31 березня — за старим стилем) 1879 року на хуторі Красний Кут Золотоніського повіту Полтавської губернії в дворянській родині корнета Миколи Івановича Лівицького та його дружини Наталії Петрівни. Рід Лівицьких мав козацько-старшинське походження, і був споріднений із нащадками гетьмана Павла Полуботка.
Освіту здобув у Прилуцькій гімназії та Колегії Павла Ґалаґана в Києві. У 1896 році вступив до Київського університету святого Володимира. Навчався на математичному і правничому факультетах. Належав до української студентської громади. За участь у студентському політичному русі двічі ув'язнювався в Лук'янівській тюрмі (1897, 1899) та висланий на Полтавщину «під гласний нагляд». Після закінчення університетського курсу служив у Лубенському окружному суді (1903—1905), присяжним повіреним Харківської судової палати (1905—1913), мировим суддею Золотоніського повіту (1913—1917).

### Початок партійної діяльності (РУП, УСДРП)
Як один із засновників Революційної української партії (РУП), протягом 1902—1903 років належав до ядра київського комітету партії. У 1903—1906 роках очолював осередок РУП у Лубнах на Полтавщині. З 1905 року — один із лідерів УСДРП. Під час революції 1905 року був головою «Лубенської республіки», а також очолював загін громадської самооборони, котрий складався з шести бойових дружин. На початку січня 1906 року заарештований, але втік з-під варти; у жовтні 1907 року під час перебування в Лубнах заарештований удруге й півтора року відбував ув'язнення. 1909 засуджений у Києві військовим окружним судом до тюремного ув'язнення, але згодом виправданий апеляційною інстанцією.

### Член Центральної Ради
У березні 1917 року призначений Золотоніським повітовим, а 1 серпня — Полтавським губернським комісаром. Як делегат І Всеукраїнського селянського з'їзду від Золотоніського повіту був обраний до складу ЦК Селянської спілки і став членом Української Центральної Ради (УЦР). Від серпня 1917 по травень 1918 року був гласним (депутатом) Золотоніського повітового і Полтавського губернського земств, головою Золотоніських повітових і Полтавських губернських земських зборів, почесним мировим суддею Золотоніського повіту. Водночас очолював Золотоніський повітовий комітет і був членом Полтавського губернського комітету УСДРП. Входив до складу української делегації на переговорах у Брест-Литовську.

### Період Гетьманату Павла Скоропадського
Усунений із посади губернського комісара гетьманською владою 4 травня 1918 року, працював юрисконсультом Центрального Українського кооперативного комітету. Входив до складу Українського національного союзу, опозиційного владі гетьмана Скоропадського. Під час антигетьманського повстання в листопаді-грудні виконував обов'язки повітового і губернського комісара на Полтавщині.

### Доба Директорії

Уряд Директорії та вище командування Армії УНР після наради в Ялтушкові, 7.11.1920 р.
Перший ряд: Іван Омелянович-Павленко (1), Симон Петлюра (2), Михайло Омелянович-Павленко (3), Гаврило Базильський (4).
Другий ряд: Андрій Лівицький (5), Олександр Саліковський (6).
Третій ряд: Євген Архипенко (7), Олександр Удовиченко (8), Олексій Галкин (9), Олександр Загродський (10), Пінхас Красний (11), Марко Безручко (12), Андрій Долуд (13), Петро Ліпко (14), Андрій Гулий-Гуленко (15), Сергій Тимошенко (16)

За доби Директорії УНР був одним із організаторів Трудового конгресу, обіймав посади: тимчасово керуючого Міністерством внутрішніх справ УНР, товариша міністра юстиції, міністра юстиції і заступника голови Ради Міністрів у кабінеті Бориса Мартоса, керуючого Міністерством закордонних справ і міністра юстиції УНР, заступника голови Ради міністрів у кабінеті Ісаака Мазепи. У жовтні 1919 року, як голова дипломатичної місії УНР у Польщі, виїхав до Варшави.
11 лютого 1920 року був арештований у Кам'янці-Подільському разом із представниками уряду УНР Ісааком Мазепою, Іваном Огієнком, Осипом Безпалком відповідно до наказу польського головного комісара Волині й Подільського фронту А. Мінкевича. Офіційне вибачення за «прикрий випадок» арешту було надано польським МЗС 11 березня українській дипломатичній місії в Варшаві. 22 квітня 1920 р. підписав союзний договір із Польщею. В уряді УНР на чолі з В'ячеславом Прокоповичем з травня 1920 року залишився на посаді заступника голови Ради народних міністрів і міністра юстиції. Після трагічного закінчення Другого Зимового походу наприкінці 1921 року відстояв тезу про продовження діяльності уряду УНР в екзилі.

### Діяльність в еміграції

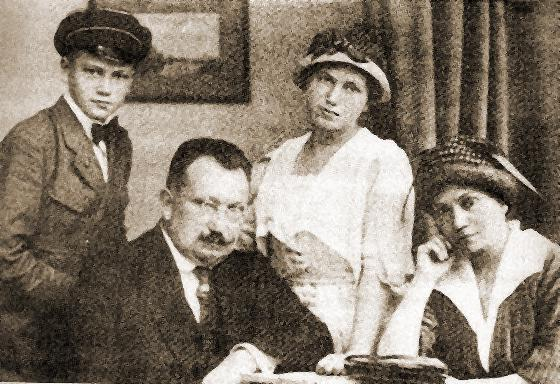
Андрі́й Лівицький з родиною (Варшава, 1920).

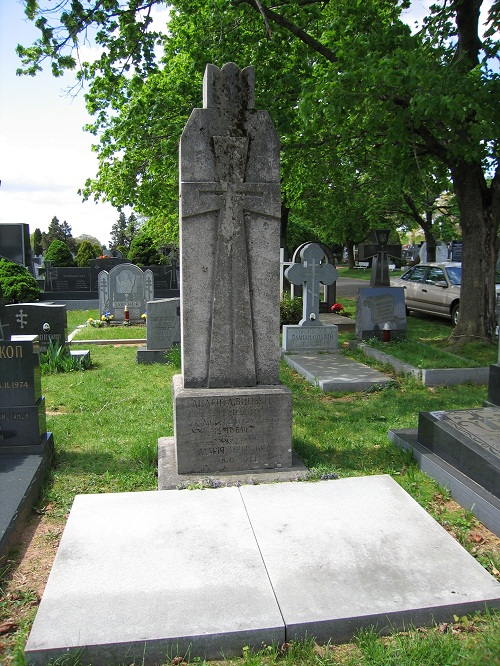
Могила на кладовищі в Баунд-Бруці.

Разом із Симоном Петлюрою керував дипломатичною діяльністю УНР у Варшаві. Протягом 1920—1921 років — виконувач обов'язків голови уряду УНР, в 1922—1926 роках — голова уряду УНР в екзилі. Жив у Варшаві під постійним наглядом польської поліції; став одним з ініціаторів створення та активним членом Прометеївського руху. По загибелі Симона Петлюри очолив Директорію УНР та перейняв посаду Головного Отамана військ УНР.
Протягом 1926—1954 років очолював Державний Центр УНР в екзилі та керував українською державною політикою. Під кінець Другої світової війни переїхав з Варшави до Німеччини. Під його керівництвом уряд в еміграції з травня 1945 року активізував діяльність і обновив свій склад. У 1948 році ініціював створення Української Національної Ради — з метою консолідації політичних сил в еміграції та реорганізації Державного Центру УНР в екзилі — у співпраці з Ісааком Мазепою.
Був похований на цвинтарі Вальдфрідгоф у Мюнхені, згодом прах перепоховано на українському меморіальному кладовищі в Баунд-Бруці, поблизу Нью-Йорка.

## Родина
- Дружина — Лівицька Марія Варфоломіївна
- Син — Лівицький Микола Андрійович
- Донька — Лівицька-Холодна Наталя Андріївна.

## Вшанування пам'яті

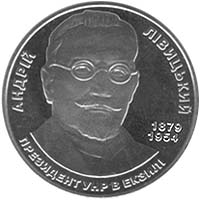
Пам'ятна монета НБУ

- 27 березня 2009 року Національний банк України увів до обігу ювілейну монету «Андрій Лівицький» (серія «Видатні особистості України»).
- Одна з вулиць міста Канева носить ім'я Андрія Лівицького.
- Рішенням 22-ої сесії 8-го скликання Лубенської міської ради 20 жовтня 2022 року вулицю Суворова у Лубнах перейменували на вулицю Андрія Лівицького.
- 5 квітня 2018 року в місті Прилуки відкрили меморіальну дошку Андрію Лівицькому.
- У межах відеопроєкту «Повернуті із небуття» у Лубнах створили відеоролик про життєвий шлях визначного українця[9].